# Presidenti della Provincia di Grosseto
Elenco dei presidenti dell'amministrazione provinciale di Grosseto.

## Regno d'Italia (1861-1946)

### Presidenti del Consiglio provinciale (1861-1927)
- Angelo Ferri (settembre 1862 – 1863)
- Lorenzo Grottanelli (1863 – 1864)
- Giovanni Morandini (1865 – settembre 1866)
- Bernardino Martinucci (1866 – 1867)
- Angelo Ferri (1867 – 1874)
- Gaspero Petruccioli (1875 – 1877)
- Giovanni Morandini (1877 – settembre 1888)
- Ciro Aldi Mai (1889 – 1906)
- Luigi Pierazzi (1906 – 1915)
- Emilio Ginanneschi (1915 – 1920)
- Umberto Grilli (1920 – 1922)

### Presidenti della Deputazione provinciale (1889-1927)
| Nº  | Nº | Ritratto | Nome                              | Mandato          | Mandato          | Partito                       |
| Nº  | Nº | Ritratto | Nome                              | Inizio           | Fine             | Partito                       |
| --- | -- | -------- | --------------------------------- | ---------------- | ---------------- | ----------------------------- |
| 1   |    |          | Vittorio Valeri                   | 1889             | dicembre 1904    |                               |
| 2   |    |          | Armando Pastorelli                | dicembre 1904    | 19 giugno 1916   |                               |
| 3   |    |          | Arturo Pallini                    | 19 giugno 1916   | 9 settembre 1920 | Liberale-monarchico           |
| –   |    |          | Giuseppe Benci (facente funzioni) | 9 settembre 1920 | 5 dicembre 1920  | Partito Repubblicano Italiano |
| 4   |    |          | Giò Batta Santini                 | 5 dicembre 1920  | 1922             | Partito Socialista Italiano   |
| (3) |    |          | Arturo Pallini                    | 1922             | 1927             | Partito Liberale Italiano     |

### Presidi del Rettorato (1928-1944)
| Nº | Nº | Ritratto | Nome                                      | Mandato       | Mandato | Partito                       | Note  |
| Nº | Nº | Ritratto | Nome                                      | Inizio        | Fine    | Partito                       | Note  |
| -- | -- | -------- | ----------------------------------------- | ------------- | ------- | ----------------------------- | ----- |
| 1  |    |          | Tullio Gaggioli                           | dicembre 1928 | 1940    | Partito Nazionale Fascista    | [ 3 ] |
| 2  |    |          | Arturo Galli                              | 1940          | 1943    | Partito Nazionale Fascista    | [ 4 ] |
| –  |    |          | Bruno Carattoli (Commissario prefettizio) | 1943          | 1944    | Partito Fascista Repubblicano | [ 5 ] |

## Italia repubblicana (dal 1946)

### Presidenti della Deputazione provinciale (1944-1951)
| Nº | Nº | Ritratto | Nome               | Mandato     | Mandato       | Partito                       | Note  |
| Nº | Nº | Ritratto | Nome               | Inizio      | Fine          | Partito                       | Note  |
| -- | -- | -------- | ------------------ | ----------- | ------------- | ----------------------------- | ----- |
| 1  |    |          | Giovanni Magrassi  | 1944        | marzo 1947    | Partito Repubblicano Italiano | [ 6 ] |
| 2  |    |          | Raffaello Bellucci | aprile 1947 | 1948          | Partito Comunista Italiano    | [ 7 ] |
| 3  |    |          | Dante Evangelisti  | 1948        | 8 luglio 1951 | Partito Repubblicano Italiano | [ 8 ] |

### Presidenti della Provincia (dal 1951)

#### Eletti dal Consiglio provinciale (1951-1995)
| Nº | Nº   | Ritratto | Nome             | Mandato           | Mandato           | Partito                     | Elezione                   |
| Nº | Nº   | Ritratto | Nome             | Inizio            | Fine              | Partito                     | Elezione                   |
| -- | ---- | -------- | ---------------- | ----------------- | ----------------- | --------------------------- | -------------------------- |
| 1  |      |          | Emilio Suardi    | 8 luglio 1951     | 27 settembre 1952 | Partito Comunista Italiano  | 1951                       |
| 2  |      |          | Mario Ferri      | 27 settembre 1952 | 1956              | Partito Socialista Italiano | 1951                       |
| 2  | 1956 | 1960     | Mario Ferri      | 1956              |                   | Partito Socialista Italiano |                            |
| 2  | 1960 | 1964     | Mario Ferri      | 1960              |                   | Partito Socialista Italiano |                            |
| 2  | 1964 | 1967     | Mario Ferri      | 1964              |                   | Partito Socialista Italiano |                            |
| 3  |      |          | Antonio Palandri | 1964              | 1967              | 1970                        | Partito Comunista Italiano |
| 4  |      |          | Luciano Giorgi   | 1970              | 1975              | Partito Socialista Italiano | 1970                       |
| 4  | 1975 | 1980     | Luciano Giorgi   | 1975              |                   | Partito Socialista Italiano |                            |
| 5  |      |          | Claudio Asta     | 12 agosto 1980    | gennaio 1983      | Partito Socialista Italiano | 1980                       |
| 6  |      |          | Fosco Monaci     | gennaio 1983      | maggio 1985       | Partito Socialista Italiano | 1980                       |
| 7  |      |          | Alberto Cerreti  | 7 settembre 1985  | 14 luglio 1990    | Partito Socialista Italiano | 1985                       |
| 8  |      |          | Lamberto Ciani   | 20 luglio 1990    | 24 aprile 1995    | Partito Socialista Italiano | 1990                       |

#### Eletti direttamente dai cittadini (1995-2014)
| Nº | Ritratto       | Ritratto       | Nome            | Mandato                 | Mandato         | Partito                                     | Coalizione                        | Elezione |
| Nº | Ritratto       | Ritratto       | Nome            | Inizio                  | Fine            | Partito                                     | Coalizione                        | Elezione |
| -- | -------------- | -------------- | --------------- | ----------------------- | --------------- | ------------------------------------------- | --------------------------------- | -------- |
| 9  |                |                | Stefano Gentili | 8 maggio 1995           | 14 giugno 1999  | Partito Popolare Italiano                   | PDS-PPI-Verdi-Patto Segni         | 1995     |
| 10 |                |                | Lio Scheggi     | 16 giugno 1999          | 14 giugno 2004  | Democratici di Sinistra Partito Democratico | L'Ulivo (DS-Popolari-PRC-PRI-SDI) | 1999     |
| 10 | 14 giugno 2004 | 23 giugno 2009 | Lio Scheggi     | L'Ulivo (DS-DL-PRC-SDI) | 2004            | Democratici di Sinistra Partito Democratico |                                   |          |
| 11 |                |                | Leonardo Marras | 23 giugno 2009          | 14 ottobre 2014 | Partito Democratico                         | PD-IdV-SEL                        | 2009     |

#### Eletti dai sindaci e consiglieri della provincia (dal 2014)
| Nº | Nº | Ritratto | Nome                                            | Mandato          | Mandato          | Partito                         | Elezione |
| Nº | Nº | Ritratto | Nome                                            | Inizio           | Fine             | Partito                         | Elezione |
| -- | -- | -------- | ----------------------------------------------- | ---------------- | ---------------- | ------------------------------- | -------- |
| 12 |    |          | Emilio Bonifazi                                 | 14 ottobre 2014  | 19 luglio 2016   | Partito Democratico             | 2014     |
| –  |    |          | Andrea Benini (Vicepresidente facente funzioni) | 19 luglio 2016   | 7 gennaio 2017   | Partito Democratico             | 2014     |
| 13 |    |          | Antonfrancesco Vivarelli Colonna                | 9 gennaio 2017   | 19 dicembre 2021 | Indipendente di centro-destra   | 2017     |
| 14 |    |          | Francesco Limatola                              | 19 dicembre 2021 | in carica        | Indipendente di centro-sinistra | 2021     |